# 贾建涛
贾建涛（？—），中华人民共和国政治人物，中国共产党党员，前河南省三门峡市卢氏县文广新局局长。2014年4月30日因在郑州河南省广电局院内大骂、撕打女记者，故意毁坏车辆并发表不当言论造成恶劣的社会影响而被给予党内严重警告处分和免职，2015年2月低调复出，现任卢氏县政府机关后勤服务中心主任。